# Casa de Bëor
En el llegendari de J. R. R. Tolkien, la Casa de Bëor (AFI: ['bε.ɔr]) va ser la nissaga que va governar la primera de les Tres Cases dels Edain a la Primera Edat. Eren descendents de Bëor el vell, el líder que els va conduir a través d'Eriador fins a Beleríand.

## Membres

### Senyors de la Casa
1. Bëor (A.S. 262-355):[2] Originalment el seu nom era Balan, els elfs el van anomenar Beor (vassall, servent). Va conduir la seva gent a Beleríand i va establir-se a Estolad, però aviat va abdicar en el seu fill i es va retirar a Nargòthrond.
2. Baran (289-380): Fill gran de Bëor. Després de viure a estolad, va moure's a Dorthònion amb la seva gent.
3. Boron (315-408): Fill gran de Baran.[2]
4. Bóromir (338-432): Fill gran de Boron. Va ser nomenat el primer senyor del feu de Ladros, a Dorthònion. El Borómir de Góndor a la Tercera Edat rebé el nom en honor seu.
5. Brègor (359-448): Fill de Bóromir
6. Brègolas (393-455): Fill gran de Brègor. Mort al costat d'Àngrod i Aegnor durant la Dàgor Bragollach.[3][4]
7. Bàrahir(400-460): Segon fill de Brègor. Va resistir a les forces de Mórgoth durant cinc anys després de la Dàgro bragollach, fins que ell i els seus companys van ser morts.

### Altres membres de la Casa
- Emeldir "La del cor d'home" (n. 406): Esposa de Bàrahir i mare de Beren Erchàmion. Ella mateixa era descendent de Bëor a través del seu segon fill Belen. Quan la seva casa va ser destruïda, va liderar les dones i nens supervivents pels passos perillosos de les Éred Gorgoroth fins a Brèthil, tot i que ella hauria preferit "quedar-se a lluitar amb el seu fill i espòs que no pas fugir".
- Bereg (n. 340): Fill de Bàranor, el segon fill de Baran. Va liderar els homes de la casa de Bëor que, descontents amb viure a Beleríand, van marxar cap al sud.
- Morwen Edhelwen (443-501): neta de Brègolas i filla de Bàragund. Es casà amb Hurin de la tercera casa i fou mare de Turin Turàmbar.
- Rían (450-501): neta de Brègolas i filla de Bélegund. Es casà amb Huor de la tercera casa i fou mare de Tuor.
- Beren Erchàmion (432-466, 477-503): fill de Bàrahir i Emeldir, va esdevenir l'heroi més important de la Primera Edat. Va casar-se amb Lúthien, filla de Thíngol, i junts van robar un Silmaril de la corona de Mórgoth i van tornar de la mort.

### Arbre genealògic[calcitació]
```
                           
Bëor el Vell

                               |
                   --------------------------
                  |
                Baran                      Belen
                  |                          :
                  -----------                :
                  |                :
                Boron    Baranor             :
                  |                :
               Bóromir    Bereg           Belemir = 
Adanel

                  | 
             ------------                    |
             |                    |
         Andreth      
Bregor
               Beren
                        |
                 --------------              |
                 |              |
              
Bregolas
      
Bàrahir
   =   Emeldir
                 |
         ----------------             |        
         |             |                 
      
Baragund
      
Belegund
   
Beren Erchamion
 = 
Lúthien

         |                       |
      
Morwen
 = 
Hurin
   
Rían
 = 
Huor
            
Dior
 = 
Nímloth

             |                      |
       -------------        |              --------------
       |     |        |              |     |      |
    
Turin
  
Lalaith
  
Nienor
  
Tuor
 = 
Ídril
   |     |      |
                                 |     |      |
                            
Eàrendil
  =  
Èlwing
 
Elured
 
Elurín

                                      |
                   -----------------------------------------
                   |
         
Elros Tar-Minyatur
                              
Élrond
   =   
Celebrían

                   |      
           
Vardamir Nólimon
                             ---------------------
                   |         |         |
             
Tar-Amàndil
                                |         |         |
                   |         |         |
             
Tar-Eléndil
                                |         |         |
                   |         |         |
     ----------------------------                       |         |         |
     |                       |         |         |

Reis de Númenor
 posteriors   
Silmariën
                  |         |         |
                                |         |         |
                        
Senyors d'Andúnië
               |         |         |
                                :                       |         |         |
                             
Eléndil
                    |         |         |
                                |         |         |
                      -------------------               |         |         |
                      |               |         |         |
              
Reis de Góndor
     
Reis d'Àrnor
          |         |         |
                                        :               |         |         |
                                
Reis d'Arthedain
        |         |         |
                                        :               |         |         |
                             
Capitans dels dúnedain
     |         |         |
                                        :               |         |         |
                                    
Àragorn
    =     
Arwen
     
Elladan
    
Elrohir

                                               |
                                   ----------------------
                                   |
                               
Eldàrion
    Nombroses filles
                                   |                
                     Reis del 
Regne Reunificat
```